# Poczta Polska

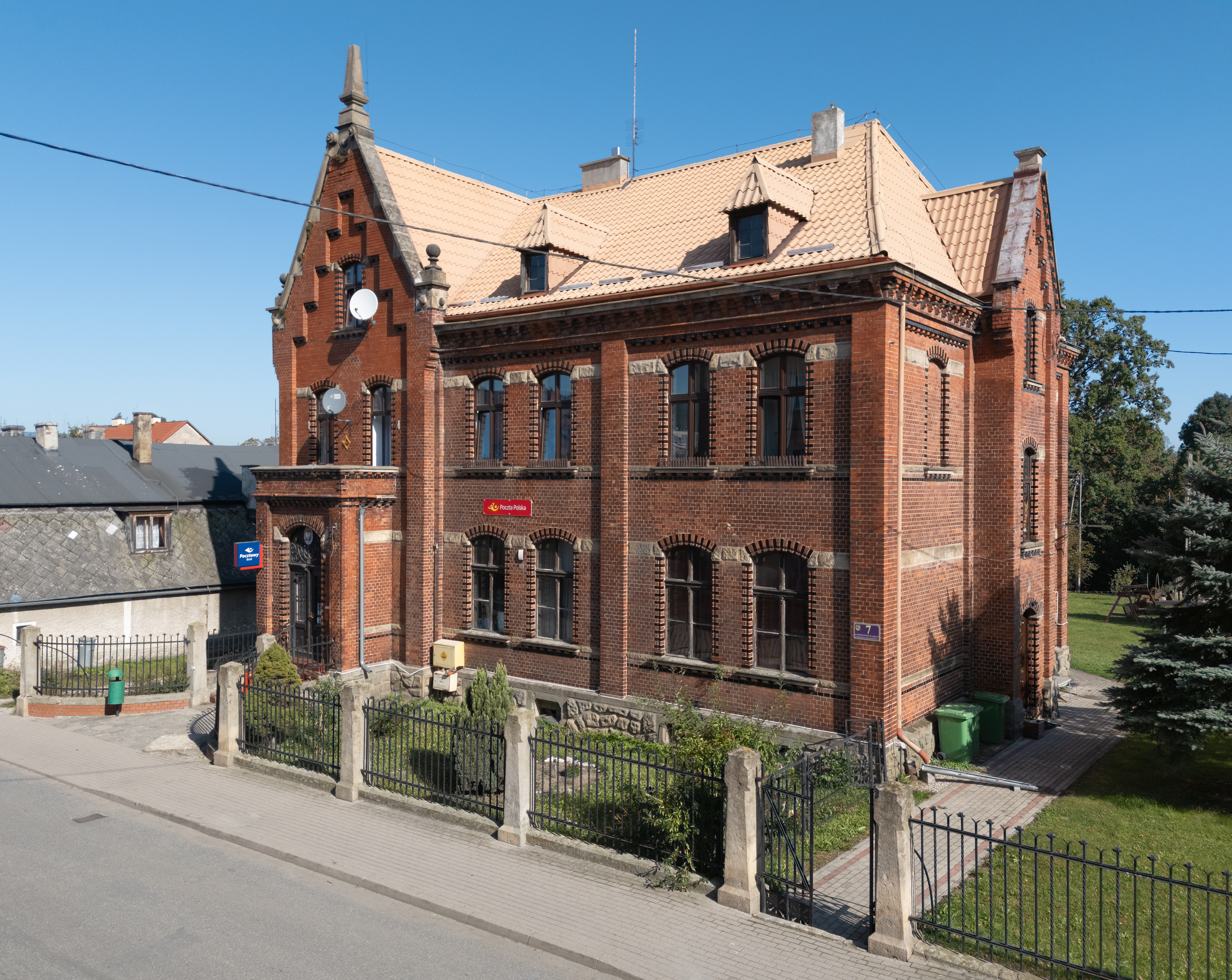

Poczta Polska S.A. è la più grande azienda polacca che offre servizi postali. In passato ha gestito anche i servizi telegrafici e telefonici polacchi.

## Storia
Alla fine del Medioevo i mercanti di Cracovia inviavano messaggeri nelle città commerciali della Germania e dell'Italia. 
Il più importante di questi servizi postali era il collegamento dei Fugger fra la loro agenzia di Cracovia e la sede centrale di Augusta, e che era utilizzato anche dal re Sigismondo I Jagellone e dalla regina Bona Sforza.
Il secondo più solido di questi servizi postali era quello del banchiere Seweryn Boner, che cerco di stabilire un servizio regolare in connessione con le poste dei Thurn und Taxis. Tuttavia, l'attività fu chiusa con la sua morte. 

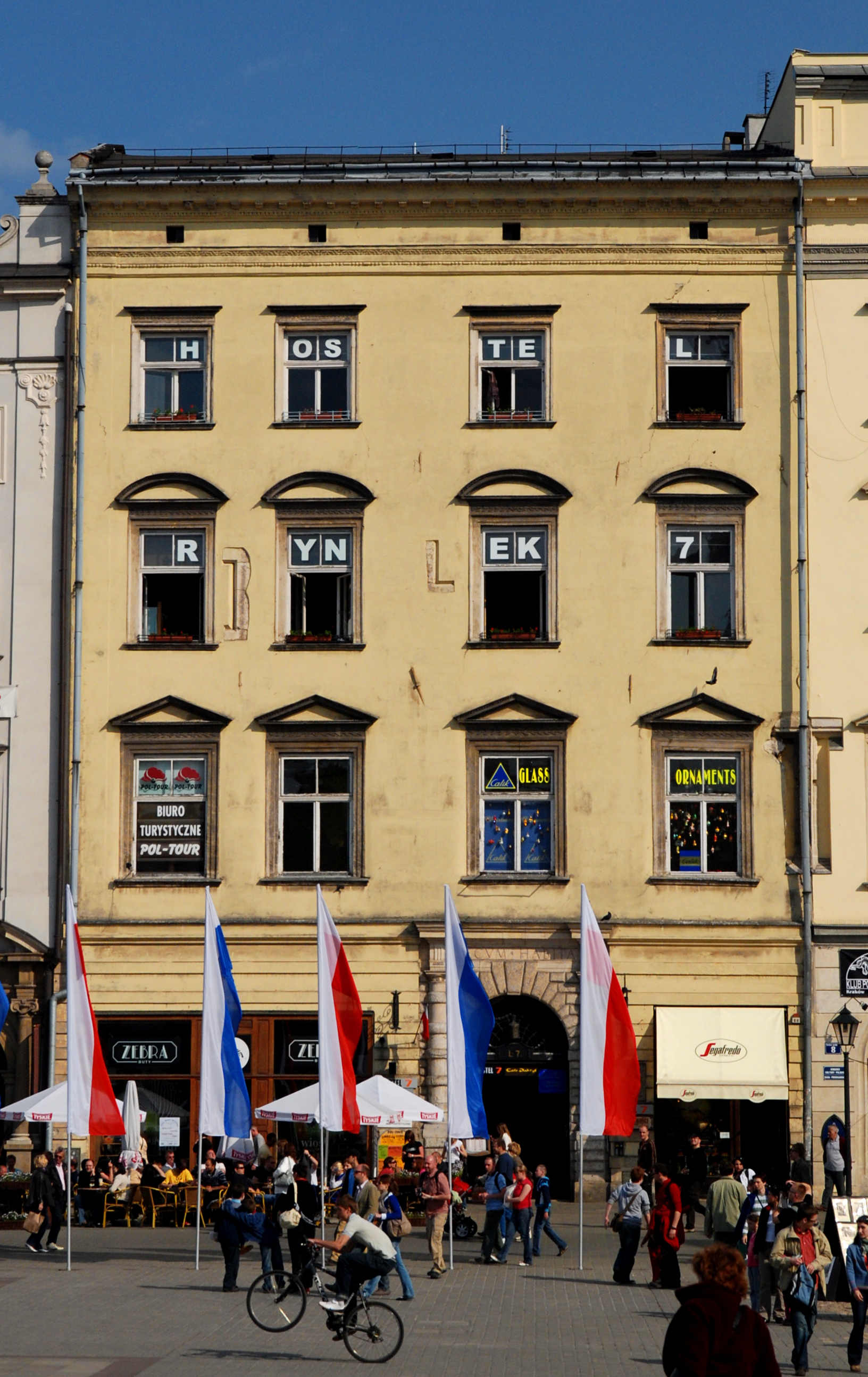
La Dom Włoski (letteralmente "casa dell'italiano") sul Rynek (piazza del mercato) di Cracovia, residenza di Montelupi e sede della Posta

La morte della regina Bona Sforza nel 1557 determinò la nascita della posta statale, in quanto il re Sigismondo II Augusto dovette intrattenere una corrispondenza regolare con l'Italia al fine di raccoglierne l'eredità. Così nel 1558 il monarca concesse l'appalto del servizio postale all'italiano Prospero Provana. V'era una sola linea postale, che andava da Cracovia a Venezia. Dopo quattro anni il privilegio fu tuttavia revocato.
Nel 1562 il re stipulò un contratto con Cristoforo Tasso, che era Mastro delle Poste Imperiali a Vienna, in base al quale l'organizzazione postale polacca si sarebbe chiamata Poczta Polska. essa consisteva di due linee, la "posta italiana" (Cracovia-Vienna-Venezia) e la "posta lituana" (Cracovia-Varsavia-Vilnius). Tuttavia, il contratto con Tasso fu revocato dopo due anni.
Il borghese di Cracovia, di origini italiane, Piotr (o Pietro) Maffon, divenne il nuovo Maestro delle Poste polacche nel 1564. Il servizio, tuttavia, peggiorò, in particolare la linea di Venezia, e perciò anche questo appalto fu revocato.
Fu allora nominato Maestro delle Poste un altro borghese di Cracovia di origini italiane, Sebastiano Montelupi. Egli ricevette il privilegio nel 1568. Il corriere per Venezia partiva ogni 15 giorni e impiegava dieci giorni per arrivare a destinazione; il corriere per Vilnius partiva ogni 17 giorni ed arrivava dopo tre settimane. Questi servizi erano riservati ai dispacci di Corte.
Nel 1583 il nuovo re Stefano I Báthory rinnovò il privilegio a condizione che svolgesse i recapiti pubblici nelle maggiori città della Confederazione Polacco-Lituana, nonché un servizio internazionale con Venezia almeno due volte al mese. La sua posizione permise a Montelupi di fornire informazioni di alto livello a corrispondenti come i Medici di Firenze e i Fugger di Augusta.
Alla morte di Sebastiano la carica di Maestro Generale delle Poste passò a suo nipote Valerio, e poi ai discendenti di Valerio. L'ultimo Maestro delle Poste della famiglia fu Carlo Montelupi de Mari (Karol Montelupi), morto nel 1662.
La carica passò allora ad un altro italiano, Angelo Maria Bandinelli.

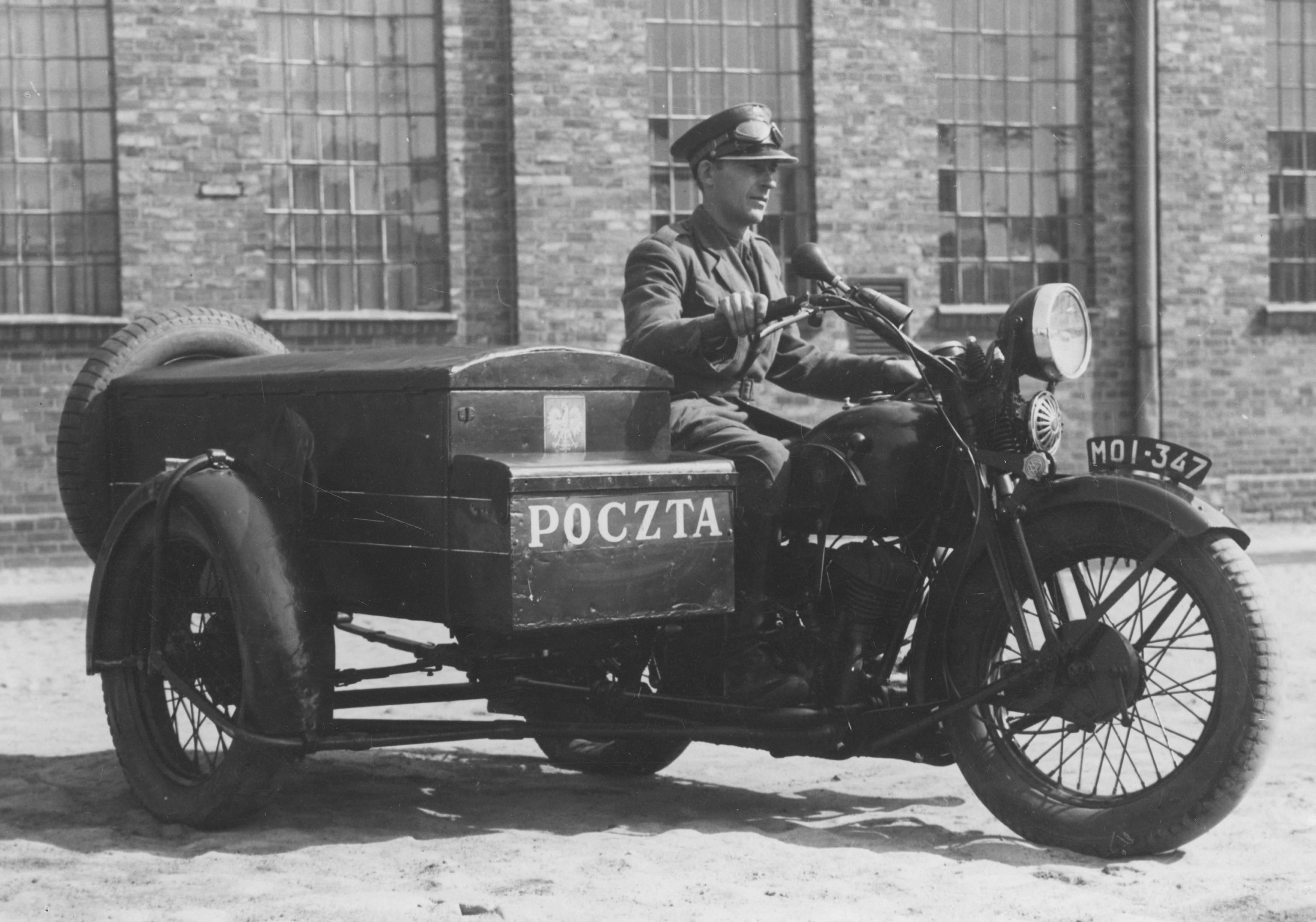
Portalettere su di una motocarrozzetta Sokół 1000

Nel 1928, al tempo della seconda repubblica polacca fu creata l'azienda di stato per la posta, i telegrafi e i telefoni (Polska Poczta, Telegraf i Telefon).
Il 1º settembre 1939 l'ufficio della Poczta Polska a Danzica, allora Città libera di Danzica, fu preso d'assalto da un reparto delle SS locali: questo combattimento fu uno dei primi episodi della seconda guerra mondiale.
Nel 1944 fu ripristinato il distretto postale di Lublino: viene considerato l'inizio dell'attuale posta polacca.

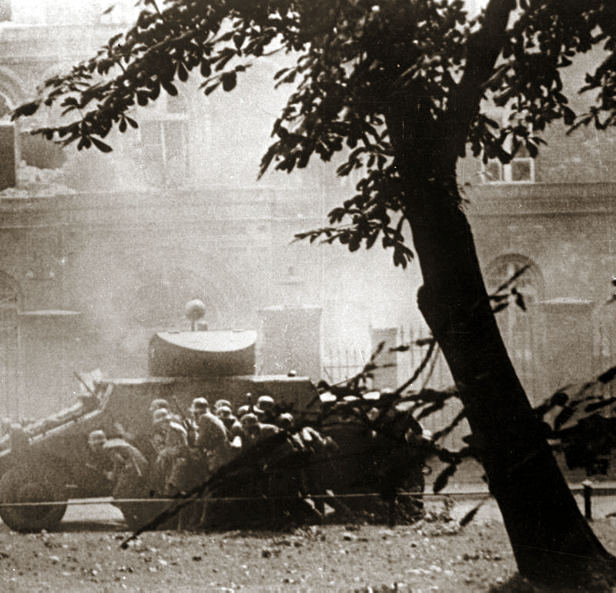
Soldati tedeschi attaccano l'ufficio postale di Danzica con l'appoggio di un autoblindo

Nel 1991 la sezione delle telecomunicazioni è stata separata dalla Polska Poczta, Telegraf i Telefon, per creare la Telekomunikacja Polska.
Nel 2009 la Poczta Polska è stata trasformata in una società per azioni.